# Königsbrunn
Königsbrunn è una città tedesca di 28 377 abitanti, sita nel Land della Baviera.

## Amministrazione

### Gemellaggi
Königsbrunn è gemellata con:
- Arbe, dal 1996